# HC Bra
Hockey Club Bra is een Italiaanse hockeyclub uit Bra.
De club speelt bij de heren en de dames in de hoogste Italiaanse divisie en neemt deel aan de Euro Hockey League 2008/2009 en 2014/2015. De club werd bij de heren twee keer Italiaanse kampioen en eenmaal Italiaans kampioen zaalhockey.